# Alègre (Alt Loira)
Alègre (en francès Allègre) és un municipi francès del departament de l'Alt Loira, a la regió d'Alvèrnia-Roine-Alps.